# Shailja Patel
Shailja Patel es una poeta, dramaturga y activista keniata residente en Estados Unidos conocida por su obra Migritude, la cual está basada en su show unipersonal homónimo.
Nació en Nairobi en el seno de una familia de origen hindú y estudió en Inglaterra y Estados Unidos.

## Obra
- Migritude, Kaya Press, 2010, ISBN 9781885030054
- Shilling Love, Fyrefly Press, 2002
- Dreaming in Gujurati, Fyrefly Press, 2000